# Tockenham
Tockenham è un piccolo villaggio e una parrocchia civile della contea del Wiltshire che si trova a si trova a circa 1,2 miglia a est di Lyneham e 3 miglia a sud-ovest di Royal Wootton Bassett, Sud Ovest dell'Inghilterra, Regno Unito.

## Geografia

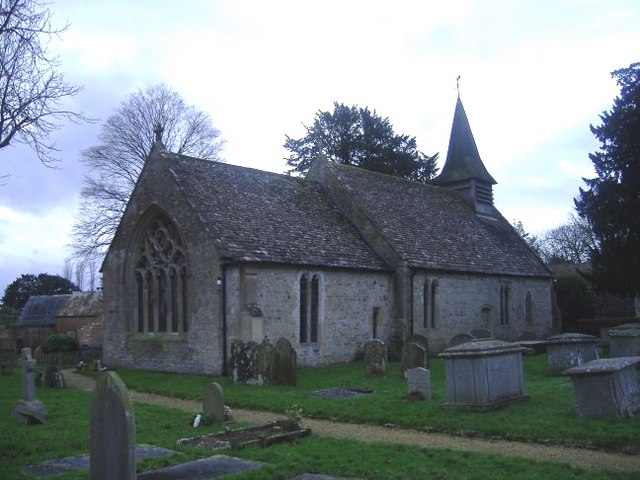
Chiesa di Sant'Egidio

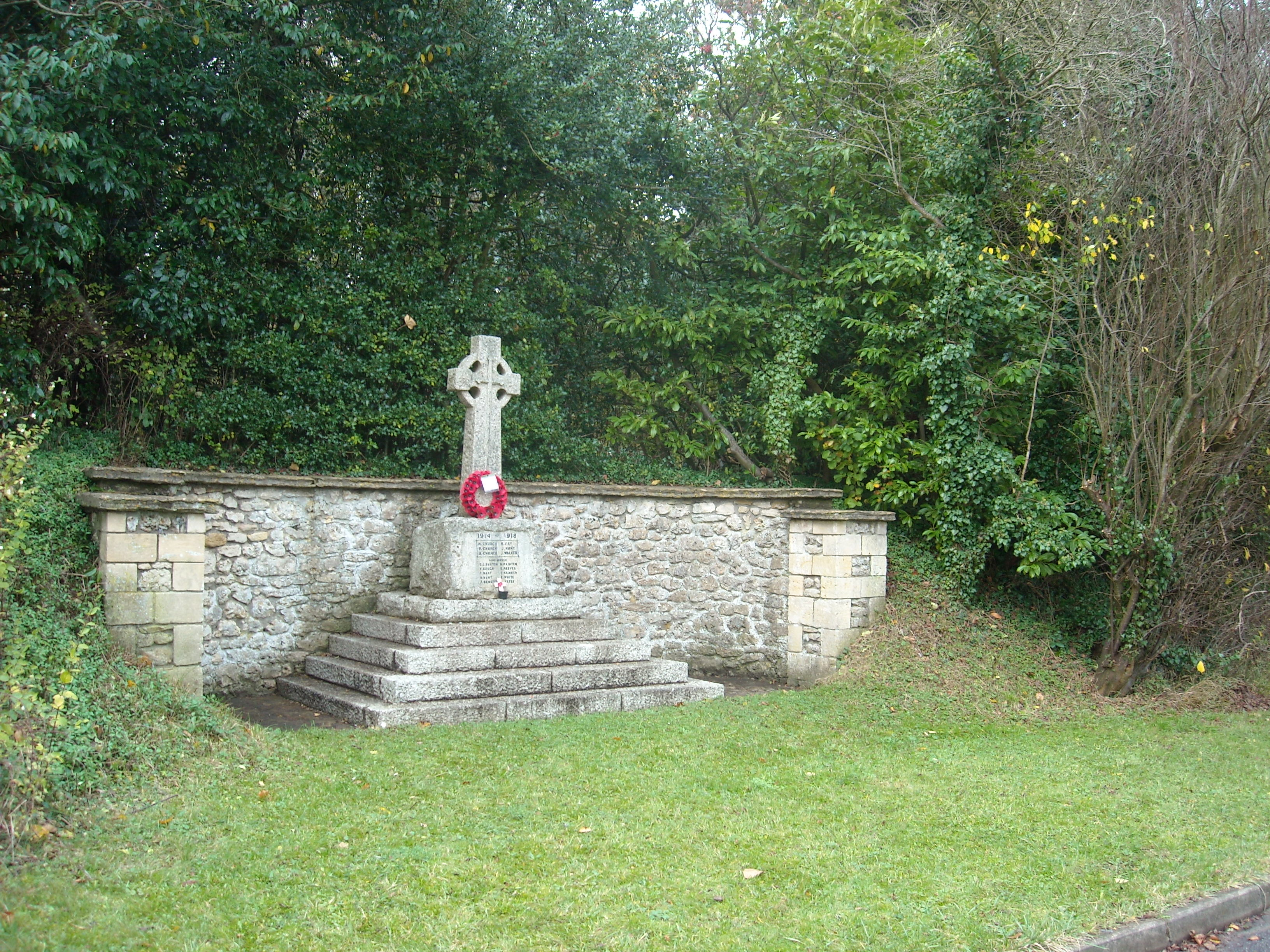
Monumento commemorativo per i Caduti in guerra a Tockenham

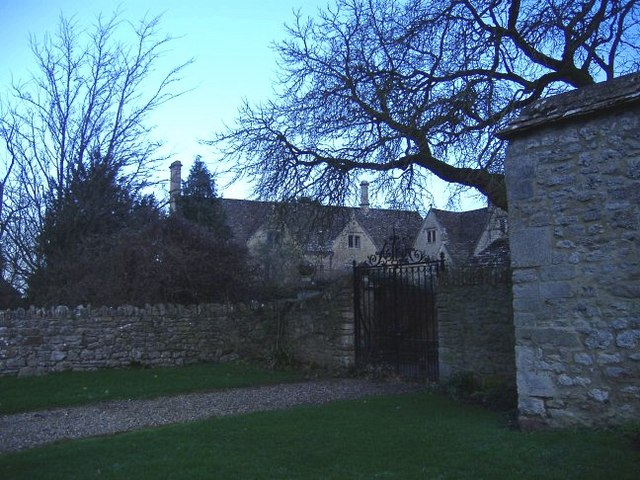
Manor House nella frazione di Tockenham Wick situata sopra il vecchio canale Wilts e Berks, tra Lyneham e Wootton Bassett

La parrocchia civile di Tockenham si trova a 3 miglia a sud-ovest di Wootton Bassett e copre 779 acri. Presenta una pianta stretta ed oblunga e il piccolo villaggio si trova lungo il confine occidentale. Questa zona della contea si trova al largo della distesa di gesso che domina gran parte dell'area, essendo argille giurassiche più antiche come terreno e limitando le opportunità di coltivazione. Era attraversata dal canale Wiltshire & Berkshire, caduto in disuso. Tutti gli edifici sul lato ovest della strada del villaggio sono situati geograficamente nella parrocchia adiacente di Lyneham. Sembra probabile che fino al XVI secolo, quando alcune terre comuni all'interno del maniero di Tockenham furono prese nel Little Park of Vastern, il confine nord-orientale della parrocchia si estendesse ulteriormente a est. Ad eccezione di uno stretto letto di Oxford Clay che si estende per tutta la lunghezza del confine settentrionale, Tockenham giace interamente sulla cresta coralliana e i suoi terreni variano da un ampio letto di Coral Rag attorno a Tockenham Wick a letti alternati di Red Down Clay e Red Down Iron Sand, che si estendono verso sud fino a Greenway e Tockenham Farms. Ci sono zone anomale di Coral Rag a nord-ovest di Queen Court Farm e immediatamente a nord di Greenway Farm, mentre a est di Shaw Farm c'è una zona anomala di sabbie rosse, un terriccio rosso o marrone e sono relativamente asciutti quando ben drenati, ma piuttosto più umidi dove l'argilla si trova subito sotto. Intorno a Tockenham i campi mostrano piccoli appezzamenti marrone scuro. Nell'estremo nord della parrocchia, l'Oxford Clay dà origine a una stretta valle, fiancheggiata a nord da Grittenham Hill. A sud della bassa valle argillosa, il pendio della cresta Corallian fa sì che il terreno si elevi ripidamente fino a raggiungere un'altezza di oltre 400 piedi a Tockenham Wick. Il pendio della cresta scende verso le argille e le sabbie della parte meridionale, ma da nessuna parte il livello del terreno scende sotto i 350 piedi. Il terreno attorno a Tockenham Wick è ricoperto da alberi, specialmente a nord-est della strada Swindon-Chippenham, dove il bosco che costeggia il parco di Tockenham è noto come Teagle's Copse. Il terreno coltivato nel 1968 era in gran parte destinato al pascolo, specialmente sulle argille più umide e pesanti attorno all'area a nord-ovest della parrocchia nota come Shaw.

## Storia
Potrebbe esserci stato un piccolo insediamento a Tockenham in epoca romana e la prova è data da una villa su un sito che è stato occupato dalla metà del II secolo alla fine del IV secolo. Ci sono stati ritrovamenti di ceramiche, ma non di pavimenti a mosaico completi, sono stati inoltre trovati sia tessere sia intonaco dipinto in una certa quantità il che suggerisce una fase di costruzione importante nel IV secolo. Un rilievo in pietra di questo periodo è incastonato nel muro esterno della chiesa locale ma è improbabile che ci fossero insediamenti stabili di una certa importanza prima del Medioevo. Il Domesday Book del 1086 ha registrato 17 famiglie nella zona. Sembra probabile che il maniero di Tockenham del XIII secolo si estendesse sulla maggior parte dell'antica parrocchia, che a questa data era anche nota come East Tockenham per distinguerla da West Tockenham, che si trovava a Lyneham. Tockenham Wick, all'estremo nord della parrocchia, probabilmente non fu mai più di un gruppo di cottage. Nel XVI secolo la parrocchia, per quanto ne sappiamo, non era più chiamata East Tockenham, ma a questa data sia la parrocchia che il maniero erano conosciuti indistintamente come Tockenham o Tockenham Wick. Nel 1377 East Tockenham registrava 64 contribuenti di tassa pro-capite. Non si sa altro della popolazione di Tockenham fino al 1801, quando nella parrocchia c'erano 124 abitanti. A Tockenham Wick, nel nord della parrocchia, c'è una notevole casa padronale risalente al 1600 circa, Meadow Court. C'è una casa di campagna del 1630 e del 1730, una casa padronale a Tockenham è Queen Court Farmhouse nel nord-ovest del villaggio. Nel 1844 a Tockenham fu costruita una scuola gratuita, che divenne una scuola nazionale negli anni settanta del XIX secolo. Fino al 1926 la scuola fu aperta ai bambini di tutte le età e chiuse a causa del calo dei numeri. La scuola fu riaperta per motivi bellici dal dicembre 1940 all'autunno del 1946 e successivamente l'edificio divenne una casa privata. Nel XVIII secolo la strada principale da Wootton Bassett a Chippenham seguiva un percorso più a sud attraverso Tockenham rispetto al 1968. La strada entrava nella parrocchia a nord-est del villaggio nel 1773, da dove svoltava bruscamente verso nord e lasciava la parrocchia a sud del "Red Lion". Nel 1790 circa fu costruito un nuovo tratto di strada da Hunt's Mill Bridge al "Red Lion". La nuova strada correva a sud di Teagle's Copse su una rotta diretta verso ovest da Wootton Bassett lungo una piattaforma formata da una stretta piega monoclinale all'incrocio tra Coral Rag e Red Down Clay. Questa strada trasportava la maggior parte del traffico diretto a ovest da Swindon nel 1968. Nel 1968 il confine sud-occidentale di Tockenham si trovava immediatamente a ovest della strada secondaria da Clyffe Pypard a Dauntsey. È probabile che questo confine non sia stato stabilito come divisione tra East e West Tockenham fino alla fine del XIV secolo, data entro la quale il priore di Bradenstoke aveva consolidato la sua tenuta a West Tockenham.

## Monumenti e luoghi d'interesse
Nel territorio di Tockenham sono presenti vari luoghi d'interesse:
- Chiesa di Sant'Egidio. Si tratta di una chiesa parrocchiale anglicana risalente alla fine del XIII secolo. La chiesa si trova nell'angolo sud-orientale del villaggio sul lato settentrionale di Orchard Lane. Ha una semplice navata e un presbiterio sormontato da una torre campanaria che si conclude con una guglia ricoperta con scandole. La presenza di finestre a lancetta è indicativa dell'origine della chiesa nel XIII secolo e in stile gotico inglese. La finestra principale, quella orientale, è stata sostituita come parte di un restauro generale vittoriano, in questo caso nel 1876. Il cimitero è delimitato da una siepe. il parcheggio è limitato perché la stradina è stretta, un piccolo cancello in legno garantisce l'accesso all'estremità occidentale del sito, vicino alla sala del villaggio. Mentre gran parte del cimitero è relativamente libera da ostacoli, la chiesa ha alberi fitti sia all'estremità orientale che a quella occidentale che limitano in qualche modo le angolazioni migliori per la fotografia. Appartiene alla diocesi di Salisbury e dal 17 gennaio 1955 è un monumento classificato di secondo grado per il suo particolare interesse storico e architettonico.[5][6][4]
- Villa romana. Sono state trovate tessere romane, frammenti di piastrelle e cocci di ceramica e si è ipotizzata una possibile villa. Il sito è stato oggetto di indagine da parte del Time Team nel 1994 ed è stato confermato come una villa con strutture associate, probabilmente risalenti al II-IV secolo. I reperti degli scavi hanno incluso ceramiche, tessere, frammenti di vetri di finestre e tegole. Il rilevamento geofisico del sito ha rivelato le pareti, le stanze e i corridoi di un edificio interpretato come una villa di fattoria romano-britannica multifase e strutture associate. A nord-est dell'area esaminata, un'area domestica ben definita comprende una grande stanza rettangolare con abside interpretata come una sala da pranzo. A sud-est di questo, una serie di stanze più piccole sono disposte attorno a un cortile con un'elaborata struttura d'ingresso ottagonale. A ovest del complesso della villa, ulteriori caratteristiche lineari sono interpretate come confini di campo o caratteristiche del giardino associate all'edificio. Ci sono diverse grandi fosse e le probabili tracce di alcuni annessi. A nord del complesso, un terrapieno lineare che corre da sud-ovest a nord-est è ricoperto da tracce di cresta e solco medievali ed è interpretato come un confine di campo contemporaneo alla villa. Col tempo si è avuta la dispersione delle ceramiche concentrate sul lato est della villa, con una distribuzione uniforme di selce lavorata preistorica. La ceramica risale al II-IV secolo e fornisce una probabile data per l'occupazione del complesso. Si pensa che una figura in pietra raffigurante un dio domestico che è incastonata nel muro della chiesa di Tockenham  e un beccuccio per l'acqua scolpito nella pietra a forma di pesce scoperto vicino al sito siano appartenuti alla villa.[7][8]
- Meadow Court. Si trova nel nord della parrocchia ed è una notevole casa padronale risalente al 1600 circa.[4]
- Queen Court Farmhouse è una casa padronale. L'edificio recente risale al XVIII e al XIX secolo e sorge sul sito di una precedente casa con fossato.[4]
- Monumento commemorativo di guerra di Tockenham